# Softmod
Softmod é uma expressão formada pelas palavras da língua inglesa: software e modification. Significa o ato de alterar os valores de operação de um dispositivo, como a  frequência de operação, através de um programa.
É aplicado regularmente no overclock de processadores e placas de vídeo.